# جوني راي (لاعب كرة قاعدة)
جوني راي (بالإنجليزية: Johnny Ray)‏ هو لاعب كرة قاعدة أمريكي، ولد في 1 مارس 1957 في تشوتيو في الولايات المتحدة.

## وصلات خارجية
- جوني راي على موقع دوري كرة القاعدة الرئيسي (الإنجليزية)
- جوني راي على موقع الدوري الياباني لكرة القاعدة (الإنجليزية)
- جوني راي على موقعبيزبول رفرنس.كوم (الدوري الرئيسي) (الإنجليزية)
- جوني راي على موقعبيزبول رفرنس.كوم (الدوري الثانوي) (الإنجليزية)
- جوني راي على موقع إي إس بي إن.كوم (أم.أل.بي) (الإنجليزية)
- جوني راي على موقع مشجعي الرسوم البيانية (الإنجليزية)